# 川平駅
川平駅（かわひらえき）は、島根県江津市川平町南川上田ノ原にあった、西日本旅客鉄道（JR西日本）三江線の駅（廃駅）である。
三江線の廃止に伴い、2018年（平成30年）4月1日に廃駅となった。

## 歴史
- 1930年（昭和5年）4月20日：三江線が石見江津駅（現・江津駅） - 川戸駅間に於いて開業した際に、有人駅として新設[2][5]。
- 1955年（昭和30年）3月31日：三江南線の開業に伴い、三江線が三江北線に改称され、当駅も同線の所属駅となる[6]。
- 1962年（昭和37年）4月20日：業務委託駅となる（日本交通観光社に委託）[7]。
- 1975年（昭和50年）
  - 4月15日：貨物の取り扱いを廃止[3]。
  - 8月31日：当駅を含む江津駅 - 三次駅間が全通したため三江北線が現行の三江線の一部となり、当駅も同線の所属駅となる[6]。
- 1984年（昭和59年）2月1日：荷物扱い廃止[3]。
- 1985年（昭和60年）3月14日：無人駅となる[8]。
- 1987年（昭和62年）4月1日：国鉄分割民営化により、西日本旅客鉄道が承継[3][6]。
- 1999年（平成11年）3月13日：3月12日午後0時半から江津 - 口羽駅間を運休して、列車交換設備を撤去[9]。周辺では同時に、川戸・因原・石見簗瀬の各駅でも交換設備が撤去された[9]ため、江津駅 - 浜原駅間では列車交換が可能な駅が石見川本駅のみとなる[10]。
- 2018年（平成30年）
  - 3月1日：当駅前にある桜の木が、代替バスの回転場所整備に伴い伐採される。
  - 4月1日：三江線の全線廃止に伴い、廃駅となる[4]。

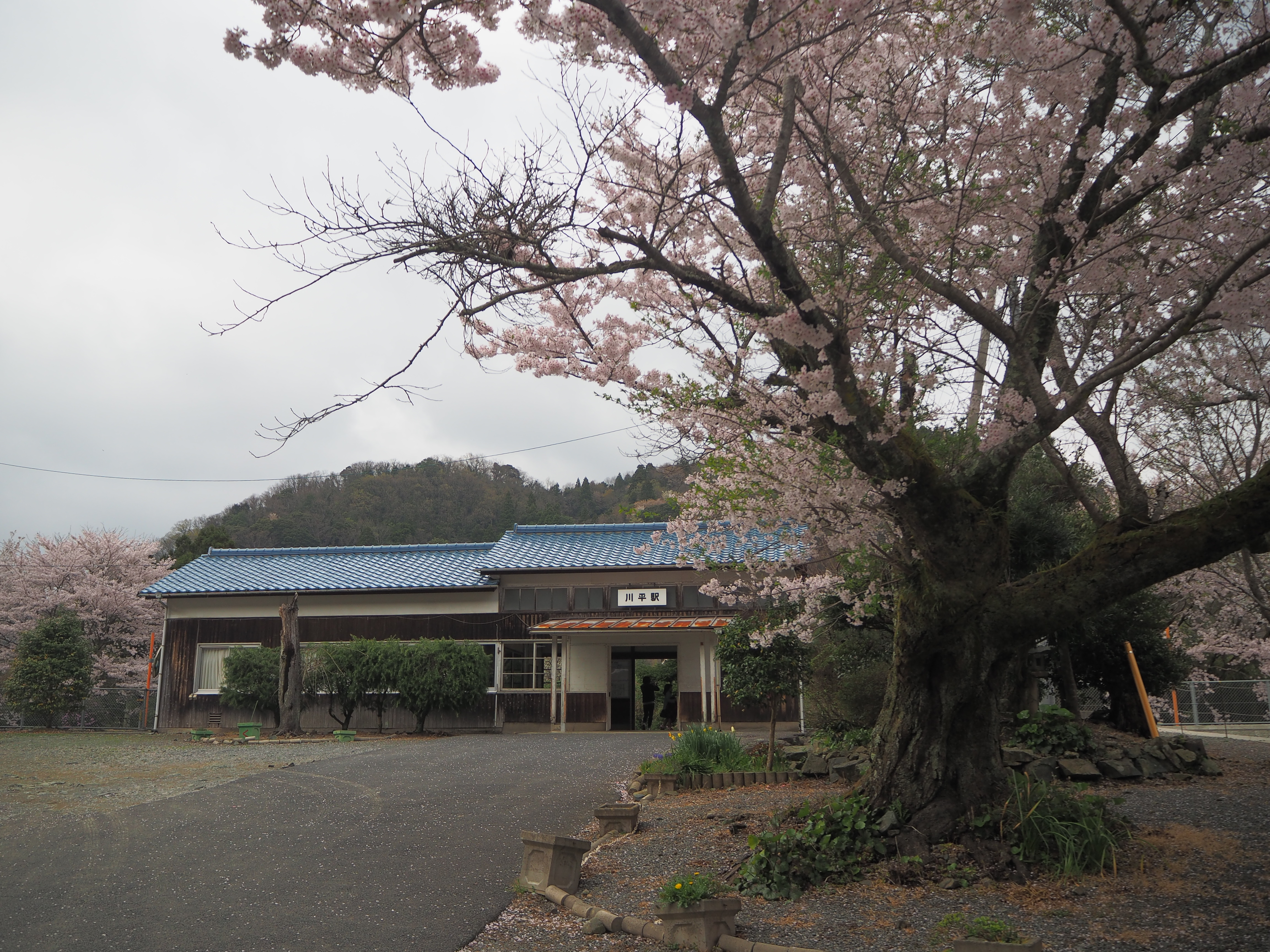
駅前の桜の木が伐採される前の川平駅（2017年4月）
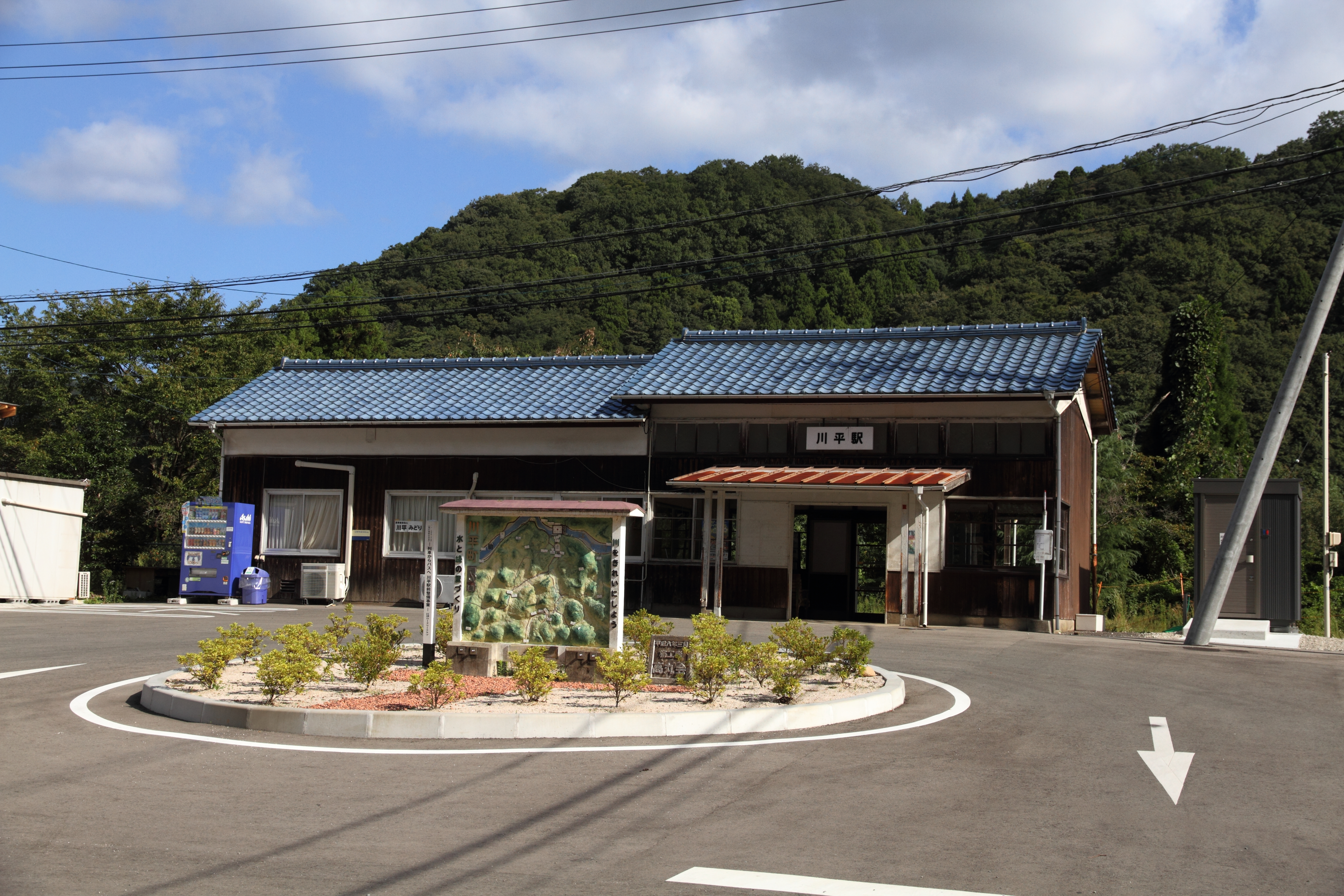
廃線後の駅舎（2019年9月）
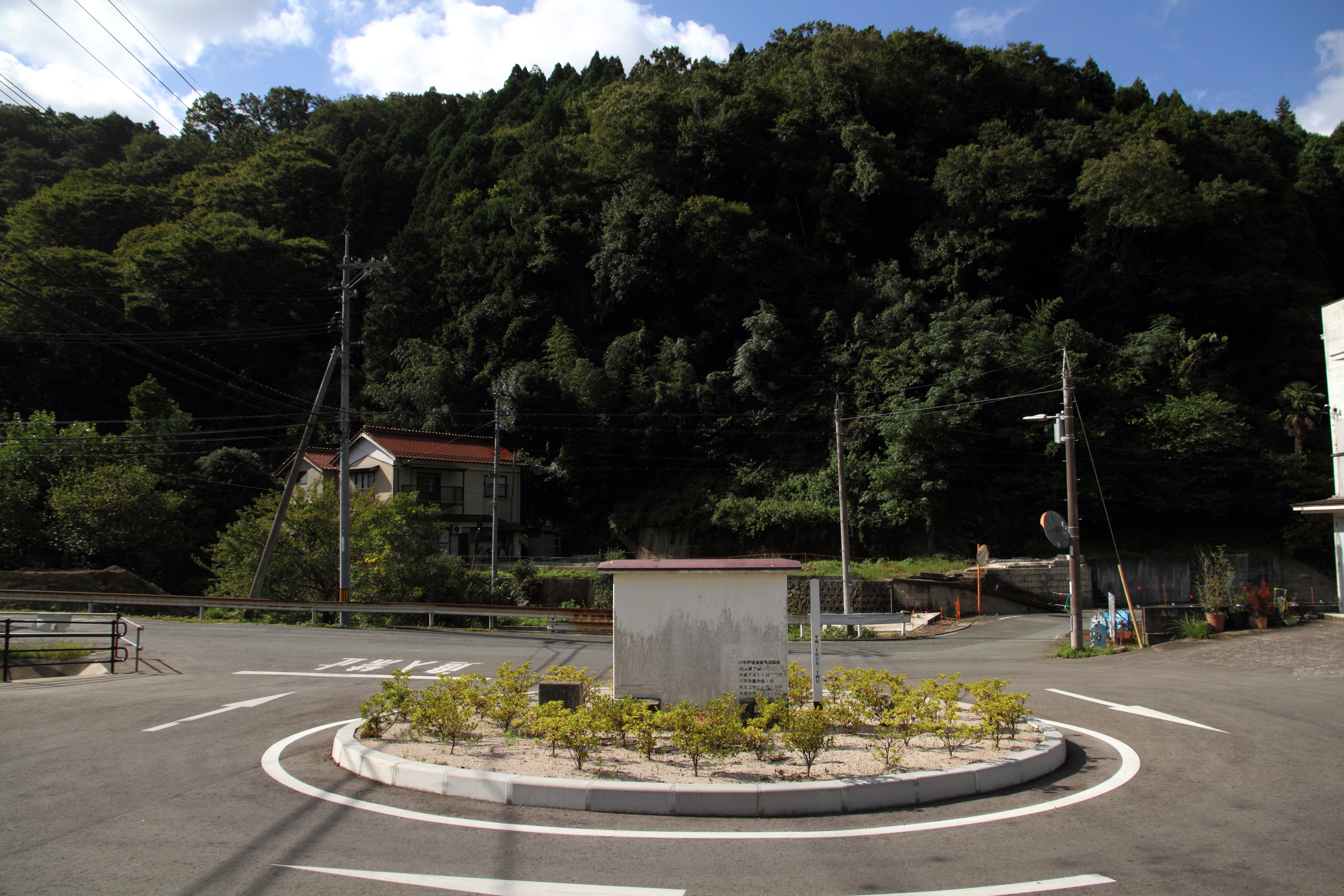
桜の木が伐採され、代替バスの回転場所として整備された（2019年9月）

## 駅構造
浜原方面に向かって右側に、単式1面1線のホームを有する地上駅（停留所）であった。かつては駅員が常駐しており、駅舎も残っていたが、廃止時には無人駅（浜田鉄道部管理）となっていた。なお、自動券売機などは設置されなかった。かつては相対式2面2線であったが、片側（構内北側）の線路は撤去され、使われなくなったホームが残されていた。旧ホームには、廃止時まで駅名標が立っていた。

## 利用状況
近年の1日平均乗車人員は以下の通りである。なお、1994年度は47人、1984年度は112人だった。
| 乗車人員推移 | 乗車人員推移 |
| 年度         | 1日平均人数  |
| ------------ | ------------ |
| 1999         | 39           |
| 2000         | 32           |
| 2001         | 26           |
| 2002         | 20           |
| 2003         | 19           |
| 2004         | 18           |
| 2005         | 14           |
| 2006         | 8            |
| 2007         | 9            |
| 2008         | 8            |
| 2009         | 10           |
| 2010         | 13           |
| 2011         | 9            |
| 2012         | 9            |
| 2013         | 7            |
| 2014         | 6            |
| 2015         | 7            |
| 2016         | 4            |
| 2017         | 4            |

## 駅周辺
- 江津川平郵便局
- 石見交通 「川平駅口」バス停（三江線廃止後「川平口」に改称）
- 石見交通・江津市生活バス 「川平」バス停（三江線廃止後に開設）

## その他
- 三江線活性化協議会により、石見神楽の演目名にちなんだ「大江山」の愛称が付けられていた。「大江山」は駅のある江津市川平町の神楽団体、川平神楽社中が古くから伝えてきた演目である[1][2][11]。
- 2007年（平成19年）公開の映画「天然コケッコー」のロケ、および宣伝用ポスターの撮影が行われた[2]。
- 2008年（平成20年）公開の映画「砂時計」のロケが行われた[2]。

## 隣の駅
西日本旅客鉄道（JR西日本）
 三江線
千金駅 - 川平駅 - 川戸駅

#### 統計資料
1. ↑  “島根県統計書”. しまね統計情報データベース.   島根県政策企画局. 2025年2月5日閲覧。